# AndLinux
andLinux可以让Linux运行在32位Windows操作系统上，比如Windows 2000、XP、2003、Vista、7。它基于Ubuntu。andLinux是一在GNU通用公共许可证下释出的自由开源软件。 它使用了Colinux为其内核，Xming为其X Window服务器, PulseAudio来为其声音服务器，以及裁剪过的KDE或XFCE桌面。

## 架构
| 用户空间     |
| coLinux 内核 |

| 用户空间     |
| Windows 内核 |